# Hyalinobatrachium yaku
Hyalinobatrachium yaku is een kikker uit de familie glaskikkers (Centrolenidae).

## Naamgeving
De soort werd voor het eerst wetenschappelijk beschreven door Juan M. Guayasamin, Diego F. Cisneros-Heredia, Ross J. Maynard, Ryan L. Lynch, Jaime Culebras en Paul S. Hamilton in 2017. In veel literatuur is de kikker hierdoor nog niet bekend.
De soortaanduiding yaku is afgeleid van een woord uit de Quechuataal. Yaku betekent 'water' en slaat op de noodzaak van de aanwezigheid van water voor de voortplanting van de kikker.

## Uiterlijke kenmerken
Van drie opgemeten mannelijke exemplaren bedroeg de lichaamslengte 20,8 tot 22,3 millimeter. Het enige gemeten vrouwtje had een lengte van 21,1 millimeter. De kikker heeft een lichtgroene kleur aan de bovenzijde met kleine donkergroene vlekjes op het midden van de rug en kop. Bij gelijkende soorten komt vaak een donkere streep voor op de rug en kop, zoals bij de soort Hyalinobatrachium talamancae.
De buikzijde van het lichaam is sterk transparant; hierdoor zijn de inwendige organen zichtbaar. Dit is ook bij andere glaskikkers het geval, maar veel soorten hebben een wit vlies, het hartzakje, dat het hart aan het oog onttrekt. Bij Hyalinobatrachium yaku ontbreekt deze witte kleur van het hartzakje echter en bij levende exemplaren is het kloppende hart goed zichtbaar. De publicatie van de soort in mei 2017 werd hierdoor wereldnieuws en er werd in veel media over bericht.

## Verspreiding en habitat
Hyalinobatrachium yaku leeft in delen van Zuid-Amerika en komt endemisch voor in Ecuador. De kikker is op drie verschillende locaties aangetroffen in de laaglanden van Ecuador ten oosten van de Andes. De twee uiterste populaties liggen op een afstand van 110 kilometer van elkaar. Vermoed wordt dat de soort een veel groter verspreidingsgebied heeft dan deze drie locaties. De kikker komt mogelijk ook voor in delen van Peru.
Alle bekende populaties leven op een hoogte van 300 tot 360 meter boven zeeniveau. De habitat bestaat voor zover bekend uit bomen en hogere planten langs waterstroompjes in bossen die niet door de mens zijn aangepast. Het leefgebied van de soort wordt bedreigd door aantasting en vervuiling. Dit wordt voornamelijk veroorzaakt wordt door oliewinning en mijnbouw.

## Voortplanting en ontwikkeling
De mannetjes lokken de vrouwtjes door te kwaken, ze zitten dan, in tegenstelling tot veel andere soorten glaskikkers, aan de onderzijde van het blad. De eieren worden afgezet aan de onderzijde van bladeren, dit komt bij veel glaskikkers voor. De eieren worden bewaakt door het mannetje.

## Afbeeldingen
|  |  |  |  |